# جيمس كلارك (لاعب كريكت أسترالي)
جيمس كلارك (14 مارس 1871 في أستراليا - 6 يونيو 1941 في أستراليا) (بالإنجليزية: James Clark)‏ هو لاعب كريكت أسترالي.

## وصلات خارجية
- جيمس كلارك (لاعب كريكت أسترالي) على موقع إي آس بي آن كريك إنفو (الإنجليزية)